# El Hormiguero
El Hormiguero (in italiano "Il Formicaio") è un programma televisivo spagnolo, trasmesso dall'emittente Cuatro a partire dal mese di settembre dell'anno 2006 e dallo stesso mese del 2011 su Antena 3. Esso tratta di svariati argomenti di commedia, scienza e politica.
Il programma è presentato e prodotto dallo sceneggiatore Pablo Motos e conta sulla partecipazione di Luis Piedrahita, Raquel Martos, Flipy (lo scienziato) e le marionette Trancas e Barrancas, che rappresentano due formiche. Il successo di audience ottenuto ha trasformato la cadenza settimanale di 120 minuti in una giornaliera di 40 minuti in access prime time, questo all'inizio della sua terza edizione avvenuto il 17 settembre 2007.
È un programma comico dove il presentatore fa delle domande scherzose a tutti gli ospiti presenti.
Tra i più famosi che sono stati invitati in questo programma vi sono stati: i Tokio Hotel, Miley Cyrus e Shakira.